# Linia kolejowa Lovosice – Česká Lípa
Linia kolejowa Lovosice – Česká Lípa – jednotorowa, niezelektryfikowana linia kolejowa o znaczeniu regionalnym w Czechach. Łączy stację Lovosice z Czeską Lipą. Przebiega przed terytorium dwóch krajów usteckiego i libereckiego.